# Ковалево-Поморське (гміна)
Гміна Ковалево-Поморське (пол. Gmina Kowalewo Pomorskie) — місько-сільська гміна у північній Польщі. Належить до Ґолюбсько-Добжинського повіту Куявсько-Поморського воєводства.
Станом на 31 грудня 2011 у гміні проживало 11579 осіб.

## Площа
Згідно з даними за 2007 рік площа гміни становила 141.39 км², у тому числі:
- орні землі: 85.00%
- ліси: 6.00%

Таким чином, площа гміни становить 23.07% площі повіту.

## Населення
Станом на 31 грудня 2011:
| Опис     | Загалом | Загалом | Чоловіки | Чоловіки | Жінки | Жінки |
| -------- | ------- | ------- | -------- | -------- | ----- | ----- |
| одиниця  | осіб    | %       | осіб     | %        | осіб  | %     |
| все      | 11579   | 100     | 5721     | 49.41    | 5858  | 50.59 |
| міське   | 4258    | 100     | 2032     | 47.72    | 2226  | 52.28 |
| сільське | 7321    | 100     | 3689     | 50.39    | 3632  | 49.61 |

## Сусідні гміни
Гміна Ковалево-Поморське межує з такими гмінами: Хелмжа, Цехоцин, Дембова-Лонка, Ґолюб-Добжинь, Любич, Лисоміце, Вомбжежно.